# Arba'in
V šiitskem islamu Arba'in (arabsko الأربعين, dob. 'štirideseti') zaznamuje štirideset dni po ašuri, ki je obletnica smrti Husayna ibn Alija, vnuka islamskega preroka Mohameda in tretjega šiitskega imama. Huseyn je bil skupaj z večino svojih sorodnikov in majhnim spremstvom ubit v bitki pri Karbali 10. muharema 61 po hidžri (680 n. št.) proti vojski omajadskega kalifa Jazida ibn Mu'avije (vladal 680–683). Bitka je sledila Husaynovi zavrnitvi zvestobe Jazidu, ki ga muslimanski zgodovinarji pogosto prikazujejo kot brezbožnega in nemoralnega. V šiitskem islamu Karbala simbolizira večni boj med dobrim in zlim, vrhunec samožrtvovanja in končno sabotažo Mohamedovega preroškega poslanstva.
Arba'in sovpada z 20 safarjem, drugim mesecem islamskega koledarja, in njegovo obeleževanje je zakoreninjeno v zgodnjih islamskih pogrebnih tradicijah. Šiitski muslimani vsako leto praznujejo dan z žalnimi srečanji, dramatičnimi uprizoritvami pripovedi Karbale in dobrodelnimi akcijami. Arba'in je tudi dan romanja v Svetišče imama Husayna v Karbali v Iraku. Tja prihajajo romarji v velikem številu, pogosto peš, številni pa iz kakih osemdeset kilometrov oddaljenega mesta Nadžaf, kjer je svetišče Alija ibn Abi Taliba, prvega šiitskega imama. Romanje Arba'in, ki je bilo pod iraškim predsednikom Sadamom Huseinom prepovedano, se je po njegovi odstavitvi leta 2003 povečalo z dveh milijonov udeležencev tistega leta na okoli dvajset milijonov leta 2014. Tako kot pri ašuri je Arba'in lahko priložnost za sunitsko nasilje nad šiitski muslimani.

## Pomen v šiitskem islamu
V islamskem koledarju 20 safar, znan kot Arba'in, zaznamuje štirideset dni po Ašuri, deseti Muharama. Ašura pa je obletnica smrti Husayna ibn Alija, vnuka islamskega preroka Mohameda in tretjega šiitskega imama. Husayn je bil skupaj z večino svojih moških sorodnikov in majhnim spremstvom ubit 10. muharema 61 po hidžri (10. oktober 680 n. št.) v bitki pri Karbali proti vojski omajadskega kalifa Jazida ibn Mu'avije, ki je bil nekaj dni obkoljen in prikrajšan za pitno vodo bližnje reke Evfrat. Po bitki so ženske in otroke v Husaynovem taborišču ujeli in odpeljali v omajadsko prestolnico Damask v Siriji. Bitka je sledila neuspelim pogajanjem in Husaynovi zavrnitvi, da bi obljubil svojo zvestobo Jazidu, ki ga muslimanski zgodovinarji pogosto prikazujejo kot brezbožnega in nemoralnega. Boj je potekal v puščavski deželi Karbala, na poti v bližnjo Kufo, katere prebivalci so povabili Husayna, da jih vodi proti Jazidu.
V šiitskem islamu Karbala simbolizira večni boj med dobrim in zlim, vrhunec samožrtvovanja in končno sabotažo Mohamedovega preroškega poslanstva. Zgodovinsko gledano je dogodek služil kristalizaciji šiitske skupnosti v ločeno sekto in do danes ostaja sestavni del njihove verske identitete. Ašura do Arba'ina je tako obdobje žalovanja za šiitske muslimane, zlasti prvih deset dni muharama in Arba'ina. Po eni strani šiitski žalujoči upajo, da bodo deležni Husaynove bolečine, da bodo imeli koristi od njegove priprošnje na sodnem dnevu. Po drugi strani pa šiiti vidijo žalovanje za Husaynom kot dejanje protesta proti zatiranju in kot tako boj za Boga (džihad).

## Arba'in v šiitski tradiciji
Štirideset je v islamu sveto število in spominjanje mrtvih štirideset dni po njihovi smrti je dolgoletna islamska tradicija, ki sega v zgodnje islamsko obdobje. Po eni strani pomeni štiridesetnica (arba'in, chehellom) zorenje duše pokojnega vernika. Tako pravijo, da se je Kajn na štirideseti dan Abelovega dne naučil odstraniti svoje telo tako, da ga pokoplje, da se je Jezusov vnebohod zgodil na njegovo štirideseto leto in da se nebeška vrata odprejo za pravične osebe štirideset dni po njihovi smrti. Po drugi strani pa štirideseta označuje konec obdobja žalosti v islamski tradiciji. Tako pravijo, da nebesa štirideset dni žalujejo za smrtjo pravičnega človeka, da je Fatima štirideset dni žalovala za svojim očetom, islamskim prerokom Mohamedom, in da je sin štirideset dni jokal za Janezom Krstnikom, ki so mu odsekali glavo in položili na krožnik.
V šiitskem islamu so podobna izročila povezana z Arba'inom, štiridesetim letom Huseyna. Tako naj bi zemlja in nebo jokala za Husaynom štirideset dni po njegovi smrti, sonce pa je v tem obdobju ob zori in mraku postalo nenavadno rdeče. Po nekaterih poročilih je bilo Husaynovo telo, ki je bilo obglavljeno, ponovno združeno z njegovo glavo in pokopano v Karbali na Arba'inu. Kljub temu se običajno misli, da so Husayna in njegove tovariše pokopali prebivalci bližnje vasi al-Ghadirija, ko je omajadska vojska zapustila Karbalo. Šiitski učenjak Ibn Tavus (†1266) poroča o drugi pripovedi s Karbale, po kateri so se Husaynovi sorodniki odločili, da se vrnejo prek Karbale v svoj rodni kraj Medina, ko so bili osvobojeni iz ujetništva v Damasku, verjetno z združevanjem njemu dostopnih pripovedi. Po prihodu v Karbalo na Arba'in so srečali Džabirja ibn Abd Allaha (um. 697), Mohamedovega spremljevalca, ki je izvedel za Husaynovo smrt prek božanskega znamenja. To zgodbo so ponovili številni avtorji za Ibn Tavusom, čeprav več učenjakov pred Ibn Tavusom poroča le o arba'inskem romanju Džabirja. Nekateri so zato dvomili v verodostojnost Ibn Tavusovega poročila, vključno s šiitskim učenjakom Husainom Noorijem Tabarsijem (um. 1902) in islamistom Mahmoudom M. Ayoubom (um. 2021). Ayoub dodaja, da Arba'in ni omenjen v Kamil al-zijarat, zgodnji in verodostojni zbirki hadisov šiitskega tradicionalista Ibn Kulavajha (um. ok. 978). Ne glede na to so takšne pripovedi morda pomagale uveljaviti Arba'in v šiitski kulturi.
Zaradi nevarnosti jeze Omajadov je bila komemoracija na Karbalo sprva majhna in zasebna. Zlasti romanje v Karbalo je v tem obdobju ostalo omejeno in negotovo. Kmalu po padcu Omajadov pa so si šiitski imami prizadevali institucionalizirati romanja Ašura in Arba'in k grobu Husayna. Ta poskus se odraža v nekaterih tradicijah, pripisanih imamom. Na primer, šiitski imam Hasan al-Askari (um. ok. 874) naj bi romanje Arba'in uvrstil med pet znakov pravega vernika.

## Arba'in rituali
Arba'in je dan romanja v Husaynovo svetišče v Karbali v Iraku. Tja prihajajo romarji v velikem številu, pogosto tudi peš. Najbolj priljubljena pot je Nadžaf do Karbale, saj se številni romarji najprej odpravijo v Nadžaf, nato pa od tam peš do kakih osemdeset kilometrov oddaljene Karbale, kar običajno traja tri dni hoje. Prostovoljci na poti romarjem zagotavljajo brezplačno prehrano in postrežbo. Dejansko so nekateri menili, da sta velikodušnost in gostoljubnost glavni značilnosti romanja v Arba'in. Ko končno dosežejo Husaynovo svetišče v Karbali, romarji recitirajo zijara Arba'in, prošnjo za to priložnost. Tako kot druge šiitske obrede v Karbali, je romanje Arba'in prepovedal iraški predsednik Sadam Husein (vladal 1979–2003), ki je bil naklonjen tamkajšnji sunitski skupnosti  in je gledal na velike šiitske obrede kot politično grožnjo. Romanje je bilo oživljeno kmalu po odstavitvi Sadama leta 2003, pri čemer je število udeležencev naraslo z dveh milijonov tistega leta na okoli dvajset milijonov leta 2014. Arba'in se spominja tudi z žalnimi zborovanji, dramatičnimi uprizoritvami pripovedi Karbale in dobrodelnimi dejanji. Tako kot pri Ašuri je Arba'in lahko priložnost za sunitsko nasilje nad šiitskimi muslimani.

## Arba'in v gregorijanskem koledarju
Arba'in, 20 Safar v islamskem koledarju, vsako leto ustreza drugemu dnevu v gregorijanskem koledarju.
| Islamski kolendar      | 1444               | 1445              | 1446            |
| Gregorijanski kolendar | 16. september 2022 | 5. september 2023 | 24. avgust 2024 |

## Galerija
- Arba'in romarji